# Продуголь
«Проду́голь», О́бщество для торго́вли минера́льным то́пливом в Доне́цком бассе́йне — акционерное общество (1904—1907) и промышленный территориальный синдикат (1907—1915) Российской империи. Основан в мае 1904 года по инициативе и при участии Совета Съезда горнопромышленников Юга России. Крупнейшее монополистическое объединение добывающей промышленности в Российской империи. Формально упразднён в 1915 году в связи с Первой мировой войной и изменением экономической конъюнктуры, мобилизацией промышленности и провозглашением правительством угля стратегическим ресурсом. Фактически существовал в трансформированном виде до 1917 года.

## Создание

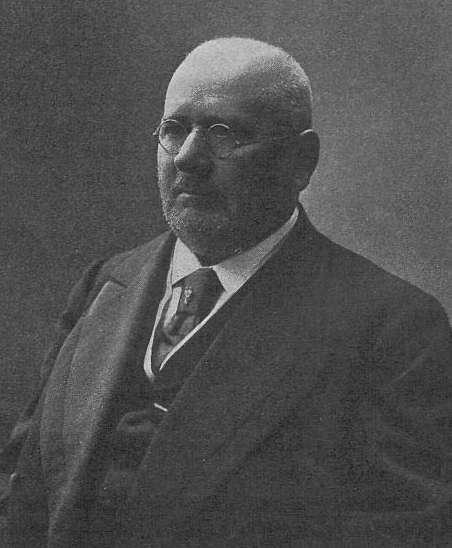
Николай Авдаков, председатель правления «Продугля» в 1906—1915 годах

Акционерное общество «Продуголь» (полное название — «Общество для торговли минеральным топливом Донецкого бассейна») было создано 11 (24) мая 1904 года. В Уставе целью создания общества указывалась необходимость регулирования производства и продажи полезных ископаемых. Между руководством общества и его контрагентами заключался типовой «Красный договор», в котором оговаривались основы взаимоотношений контрагента и «Продугля» (доля участия, объём продаж, порядок установления цен, система распределения прибылей и т. п).
Реальное начало деятельности «Продугля» соотносится с февралём 1906 года, когда в нём было объединено 13 предприятий с общей долей добычи угля в Донецком бассейне на уровне 45,15 %, и сбыта на уровне 41,13 %. По данным Энциклопедии истории Украины, с начального момента создания общество превратилось в монополистические объединение и сконцентрировало в своих руках 50 % всех разведанных угленосных земель Донецкого бассейна, 48 % объёмов разработки, 43 % реализации минерального топлива:21. В синдикат вошли такие крупнейшие угольные предприятия, как Рутченковка, Голубовка, Ирмино, Золотое, Селезневка, а также рудники: Брянский, Криворожский, Байрак и другие.
В 1906 году правление Акционерного общества «Продуголь» возглавил бывший председатель Совета Съездов горнопромышленников Юга России Николай Авдаков. Этот пост он сохранял до 1915 года:68.
Рядом источников отмечается, что к концу 1909 года «Продуглю» удалось взять под свой контроль около 60 % добычи угля в Донецком бассейне. Другие источники приводят информацию, что «Продуглю» удалось взять под свой контроль 75 % добычи угля и 70 % его сбыта. Советский историк Сергей Кушнирук пишет, что в 1913 году «Продуголь» контролировал свыше 70 % вывоза донецкого каменного угля государственным железным дорогам Российской империи.

## Устройство
«Продуголь» имел собственное общее собрание участников (в полномочия которого входило квотирование заказов и распределение их между фирмами), правление (решало текущие вопросы), а также обладал собственными денежными фондами (основной капитал составлял около 1 миллиона рублей Российской империи):21.
С 1907 года «Продуголь» приобрёл форму территориального синдиката. К этому году в его состав вошло 16 шахт и горнодопроизводственных фирм. На 1909 год в составе синдиката находилось уже 24-25 предприятий:21.

## Основные показатели
| Год  | Объём поставок каменного угля на рынки, млн тонн |
| ---- | ------------------------------------------------ |
| 1908 | 33,8:21                                          |
| 1912 | 34,1:21                                          |
| 1914 | 47,3:21                                          |